# Duarte de Portugal, 4.º Duque de Guimarães
Duarte de Portugal (Lisboa, 7 de outubro de 1515 — Lisboa, 20 de setembro de 1540), Infante de Portugal, foi filho do rei Manuel I e Maria de Aragão.
Ele teve como tutor André de Resende, que mais tarde escreveu a biografia de Duarte. Ele também amava caçar e era um bom músico.
Em 23 de abril de 1537 casou-se com sua prima de segundo grau Isabel de Bragança, filha de Jaime I, Duque de Bragança. Nessa ocasião, Teodósio I, 5º Duque de Bragança e 3º Duque de Guimarães, cedeu, como dote, à noiva, sua irmã, o ducado de Guimarães, pelo que o Infante Duarte foi reconhecido, por alvará do rei Manuel I de 1537, como 4º Duque de Guimarães.

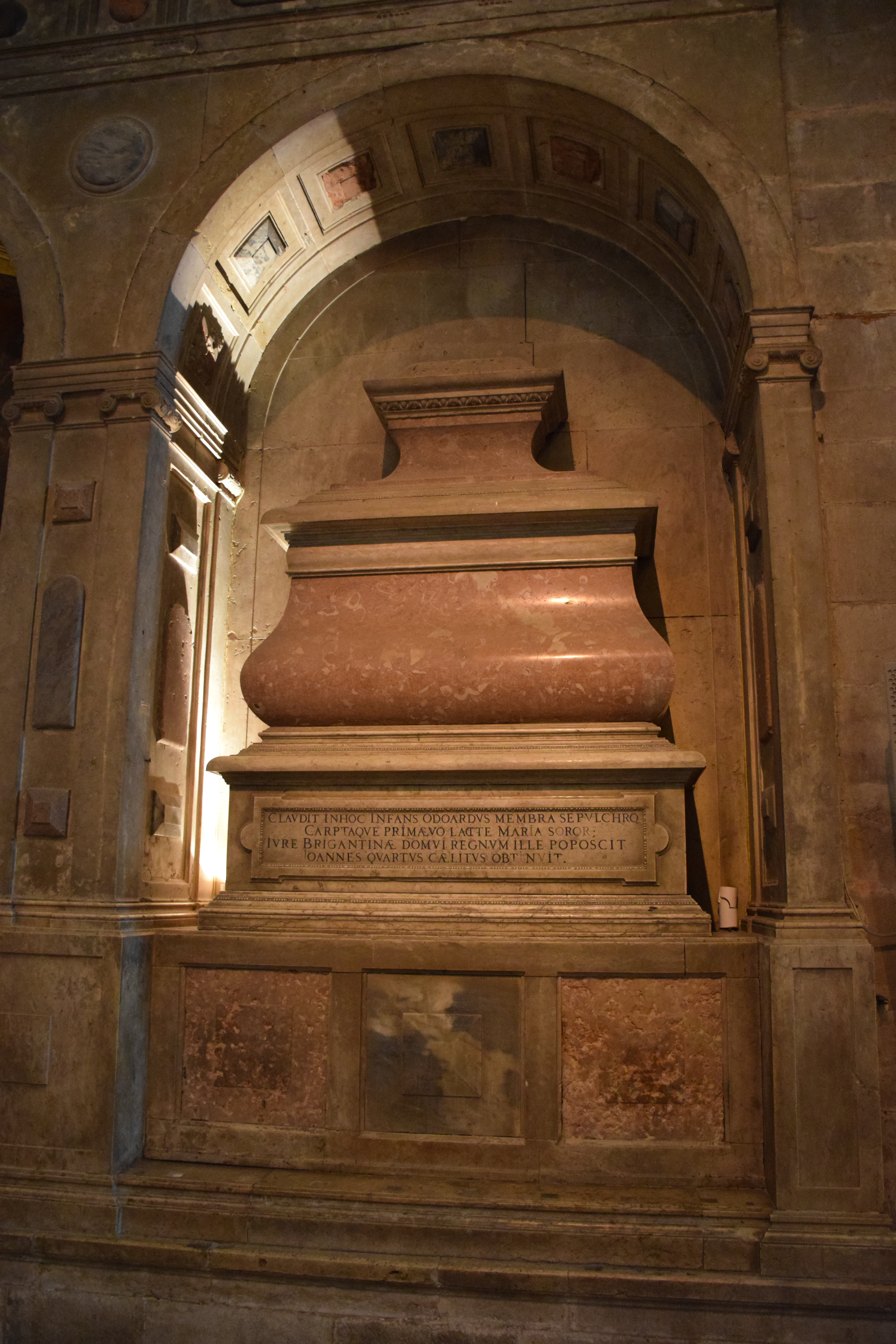
Túmulo de D. Duarte na igreja do Mosteiro dos Jerónimos

Na escritura de casamento ficou estipulado que, se desse casamento não houvesse descendência, o ducado de Guimarães seria devolvido à Casa de Bragança.
Duarte morreu jovem, apenas com 24 anos de idade, e foi sepultado no Mosteiro dos Jerónimos.

## Descendência
Do seu casamento com Isabel, filha de Jaime I, Duque de Bragança, nasceram três filhos, o último dos quais nasceu póstumo:
- Maria de Portugal, Duquesa de Parma e Placência (Lisboa, 8 de novembro de 1538 - Parma, 8 de julho de 1577), casou em 1565 com Alexandre Farnésio de Parma e Placência, 3.º duque de Parma e Placência
- Catarina de Portugal, Duquesa de Bragança, (Lisboa, 18 de janeiro de 1540 - Vila Viçosa, 15 de novembro de 1614), duquesa de Bragança pelo casamento com João I, Duque de Bragança, foi em 1580 candidata ao trono de Portugal
- Duarte de Portugal, 5.º Duque de Guimarães (Março de 1541 - 28 Novembro de 1576), 5.º Duque de Guimarães desde o nascimento até a morte

## Bibliografia

Brasão do Infante Duarte I, 4º Duque de Guimarães.